# Париетальная клетка

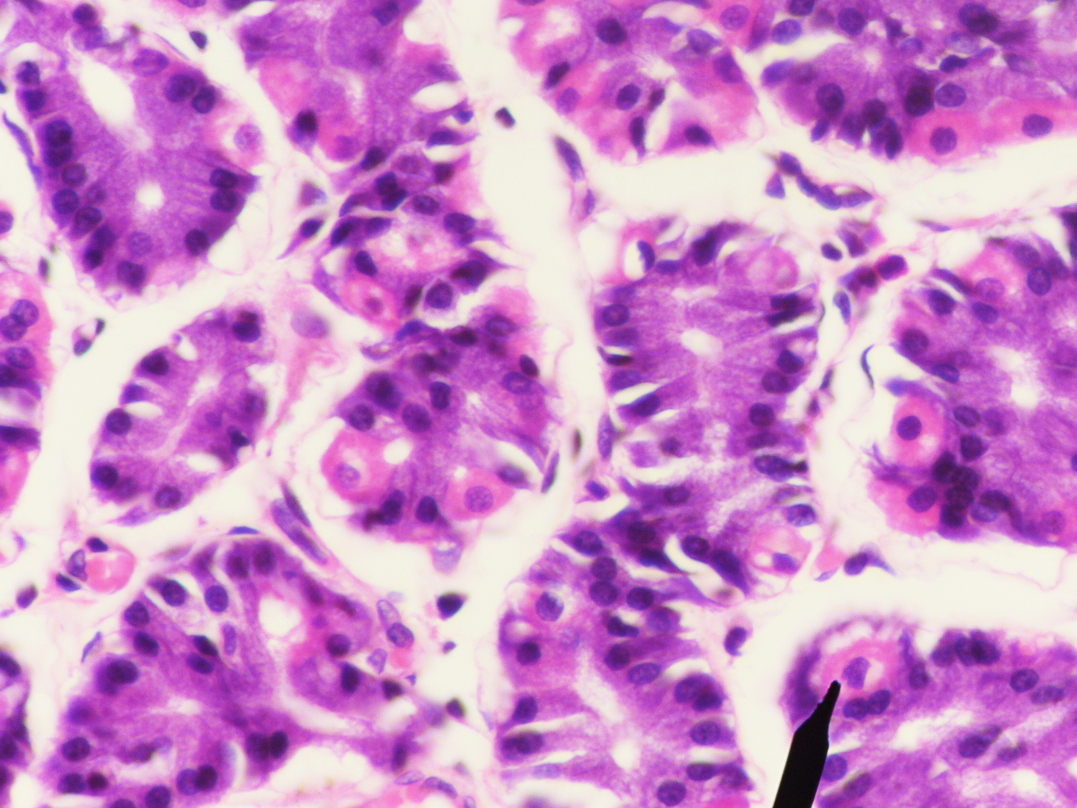
Париетальные клетки человека.

Париета́льная кле́тка (лат. cellula parietalis), также обкла́дочная кле́тка, гландулоци́т париета́льный  (лат. glandulocytus parietalis) — клетка желудка, секретирующая соляную кислоту и внутренний фактор Касла.

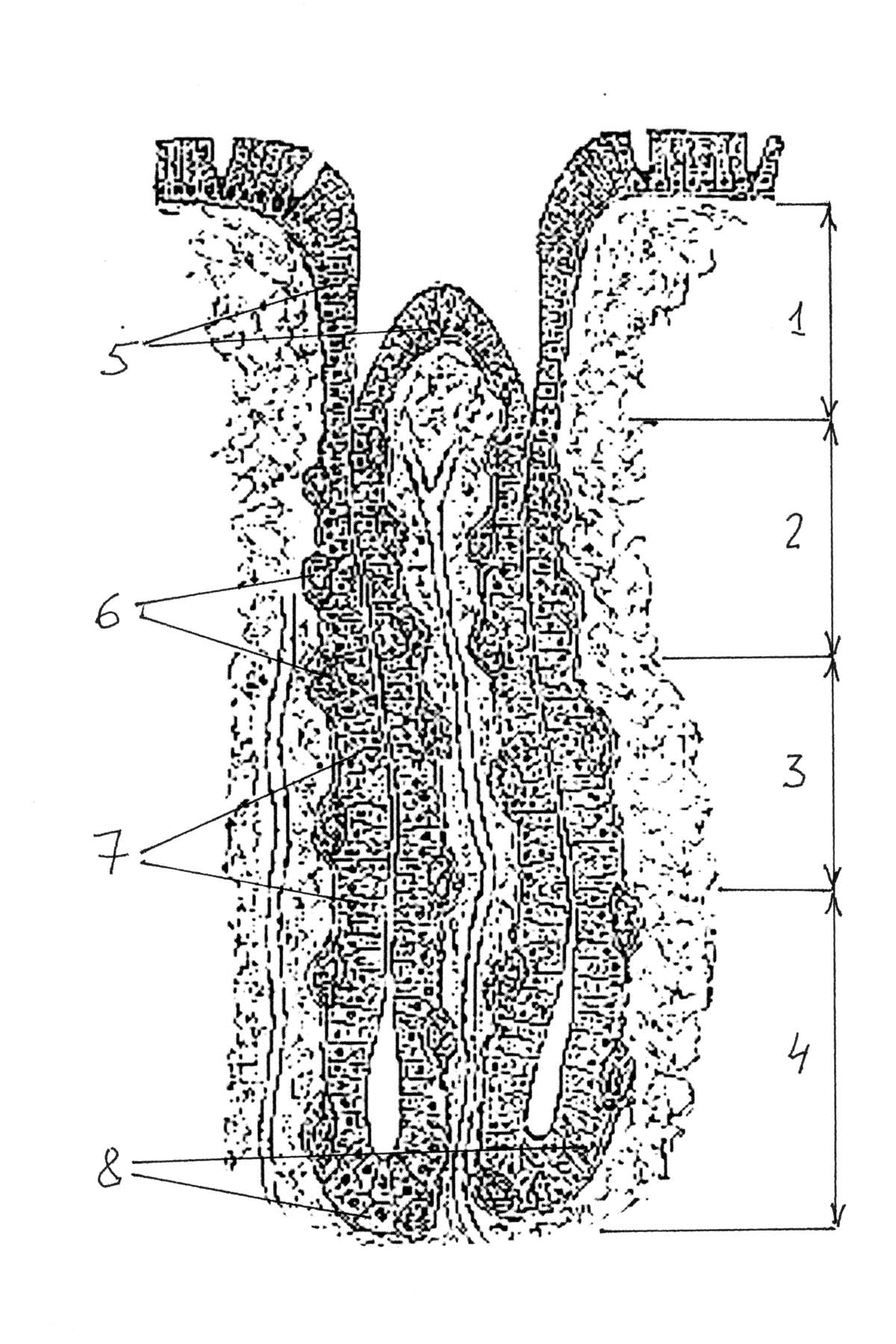
Фундальные же́лезы. Зоны железы́: 1 — желудочная ямка, 2 — перешеек, 3 — шейка, 4 — основание и тело. Клетки: 5 — поверхностные слизистые, 6 — париетальные, 7 — слизистые, 8 — главные.

## Общие сведения
Париетальные клетки располагаются в наружной части фундальных желёз желудка. Фундальные (синоним главные) железы составляют основную часть желёз области дна, тела и интермедиальной зоны желудка. У мужчин число париетальных клеток — от 0,96 до 1,26 миллиарда, в среднем — 1,09 миллиарда; у женщин — от 0,69 до 0,91 миллиарда, в среднем — 0,82 миллиарда. Один миллиард париетальных клеток за один час секретирует в среднем 23 ммоль соляной кислоты. Максимальные объём секреции в час соляной кислоты у мужчин 22—29 ммоль, у женщин — 16—21 ммоль.

## Секреция соляной кислоты
Механизм секреции соляной кислоты париетальными клетками основан на трансмембранном переносе ионов водорода (протонов) и осуществляется специфическим протонным насосом — Н+/К+-АТФазой. При активизации молекулы Н+/К+-АТФазы встраиваются в мембрану секреторных канальцев париетальной клетки и за счет энергии Н+/К+-АТФазы переносят ионы водорода из клетки в просвет железы, обменивая их на ионы калия из внеклеточного пространства. Этому процессу предшествует выход из цитоплазмы париетальной клетки ионов хлора, таким образом, в просвете секреторного канальца париетальной клетки и образуется соляная кислота. Н+/К+-АТФаза создаёт значительный градиент ионов водорода, вследствие чего устанавливается большая разница рН между цитоплазмой париетальной клетки (рН = 7,4) и просветом секреторного канальца (рН около 1). Ни одна из других клеток человеческого организма никогда не граничит со средой с такими низкими рН.
Важнейшими стимуляторами секреции соляной кислоты в желудке являются гистамин, гастрин и ацетилхолин, которые достигают париетальные клетки через кровь и действуют через специфические клеточные рецепторы, располагающиеся на базальной мембране (направленной вглубь стенки желудка) париетальных клеток: гистаминовые (Н2), гастриновые (G) и ацетилхолиновые (М3). В результате их воздействия в париетальных клетках увеличивается концентрация кальция и циклического аденозинмонофосфата (цАМФ), что приводит к активации тубуловезикул, содержащих Н+/К+-АТФазы.
Важнейшие ингибиторы секреции соляной кислоты — простагландины и соматостатин.

## Секреция внутреннего фактора
Париетальная клетка также секретирует так называемый «внутренний фактор», гликопротеин, отвечающий за абсорбцию витамина B12 в желудке и всасывание его в подвздошной кишке.